# Gare de Kakhovka
La gare de Kakhovka (ukrainien : Каховка (станція)) est une gare ferroviaire située proche de la ville de Nova Kakhovka en Ukraine.

## Histoire
La gare date de 1956, elle relie les deux rives du Dniepr par la Centrale hydroélectrique de Kakhovka.

### Intermodalité

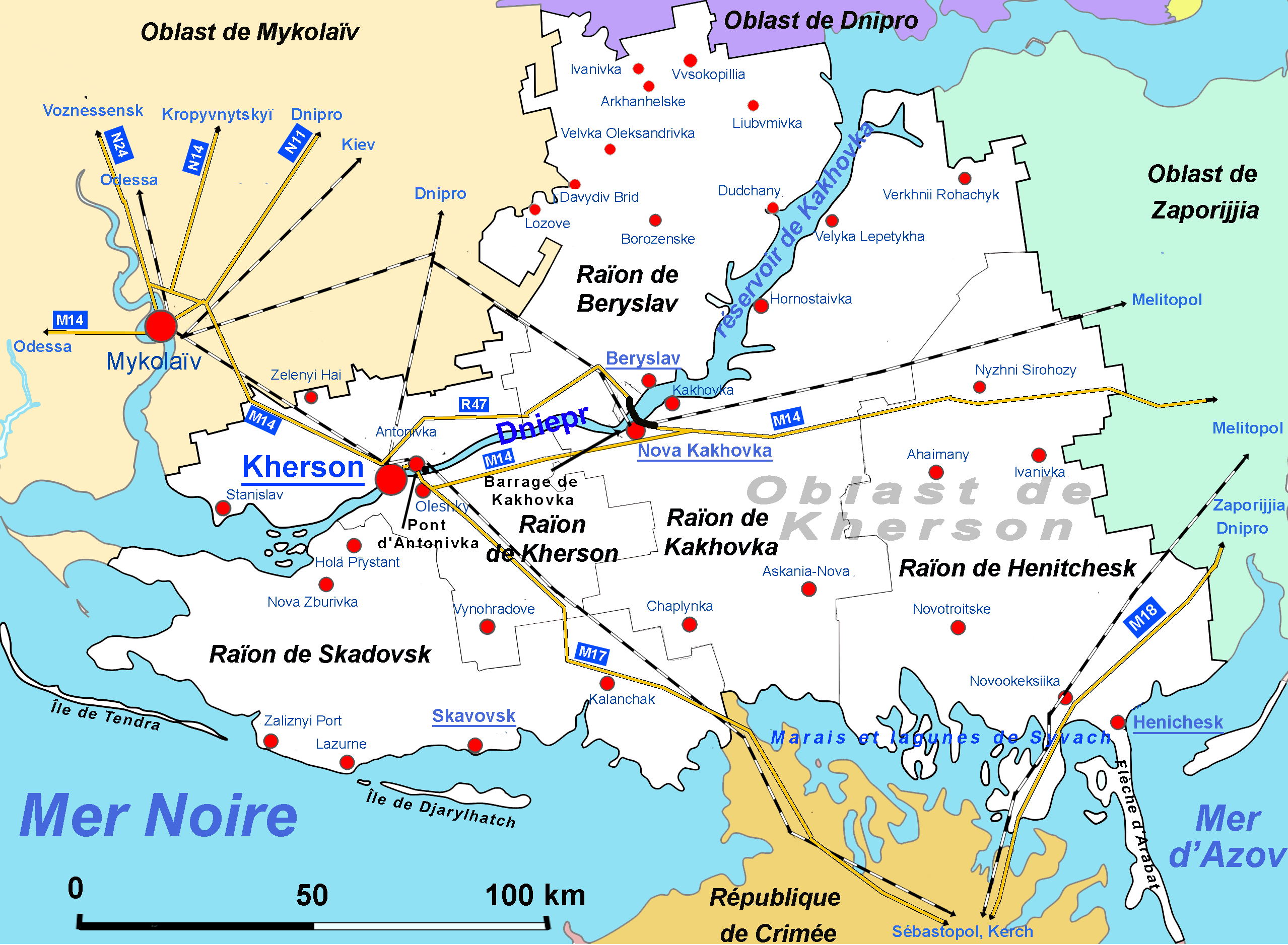
Nova Kakhovka est à peu près au centre de l'oblast de Kherson (fond blanc).